# Joseph Allen Harris
Pour les articles homonymes, voir Joseph Harris et Harris.
Joseph Allen Harris (8 juillet 1900-6 février 1972) est un homme politique canadien de la Colombie-Britannique. Il est député provincial libéral de South Okanagan de 1933 à 1937.

## Biographie
Né dans le West Riding of Yorkshire (maintenant Yorkshire de l'Ouest, Harris s'établit et est l'un des premiers à gradué d'une formation en chimie à l'Université de la Colombie-Britannique. Il se rend ensuite faire un doctorat à l'Université de l'Illinois à Urbana-Champaign où il participe à la recherche sur le 61e élément (Prométhium) devant se trouver entre le 60e (Néodyme) et le 62e (Samarium). Avec le professeur Smith Hopkins, il découvre l'Illinium (IL), mais la découverte s'avère par la suite erronée en raison d'absence d'isotopes stables ou de longue demi-vie.
Revenu au Canada, il est professeur à l'Université de la Colombie-Britannique dès 1926. Élu en 1933, il ne se représente pas lors de l'élection de 1937.
Harris meurt à Richmond en février 1972 à l'âge de 71 ans.